# غونفشغان
غونفشغان (بالفارسية: گونفشگان) هي قرية تقع في قسم هوديان الريفي (مقاطعة دلغان) في إيران. يقدر عدد سكانها بـ 48 نسمة .